# Spoorlijn Bourron-Marlotte-Grez - Malesherbes
De spoorlijn Bourron-Marlotte-Grez - Malesherbes is een Franse spoorlijn van Bourron-Marlotte naar Malesherbes. De lijn is 26 km lang en heeft als lijnnummer 747 000.
De spoorlijn ligt in het Franse departement Seine-et-Marne (over 22,4 km) in de regio Île-de-France en het departement Loiret in de regio Centre-Val de Loire (de resterende 3,7 km). De nooit geëlektrificeerde lijn is gedeeltelijk geëxploiteerd tussen station Bourron-Marlotte - Grez en station Malesherbes.
Het is een lijn met een gemiddeld profiel, de hellingen hebben een maximaal stijgingspercentage van 10‰. De Filay-verbinding (nr. 747 306), gelegen aan de rand van Malesherbes, maakte het mogelijk dat treinen van Bourron-Marlotte - Grez Montargis of Les Aubrais bereikten en vice versa zonder terug te hoeven keren in het station van Malesherbes. Deze verbinding werd uit dienst genomen.

## Geschiedenis
Deze lijn, aanvankelijk bekend als de "Filay-lijn" (van de naam van een gehucht in Coudray), werd op 3 juli 1875 van openbaar nut verklaard en op dezelfde datum toegekend aan de Compagnie des chemins de fer de Paris à Lyon et à la Méditerranée (PLM). De aanleg begon in 1879.
De lijn werd op 24 augustus 1881 voor het eerst als enkelspoor in gebruik genomen. De treinen van de lijn bedienen de stations van Moret - Veneux-les-Sablons, Montigny-sur-Loing, Bourron-Marlotte - Grez (waar de splitsing van de lijn zich bevindt aan de westelijke uitgang van het station), La Chapelle-la-Reine (uit dienst), Herbeauvilliers (uit dienst) en Malesherbes.
De lijn werd op 1 oktober 1886 voorzien van een tweede spoor (dat op 1 juli 1947 terug buiten dienst werd gesteld), en kreeg ook in 1947 een nieuw tracé voor het deeltraject om de helling te verkleinen van de "geul van Roncesvalles" (genoemd naar een gehucht in de gemeente Buthiers).
De passagiersdienst werd op 1 augustus 1937 afgeschaft door de PLM. Tijdens de Tweede Wereldoorlog werd de linie gebruikt om troepen te vervoeren voor het Duitse leger. Het werd begin 1945 ook gebruikt door konvooien van het Franse leger op weg naar Duitsland.
Het traject Bourron-Marlotte - Grez - La Chapelle-la-Reine werd uit dienst genomen op 15 maart 1950, de datum van het einde van het goederenverkeer op dit traject. Sindsdien heeft het traject van Bourron-Marlotte - Grez tot Roncesvalles de status van een niet-geëxploiteerd traject.  Het korte gedeelte van Malesherbes naar Roncesvalles wordt gebruikt voor het transport van zand dat uit de filiaalgroeve werd gewonnen. Een kort gedeelte van ongeveer honderd meter na het station Bourron-Marlotte - Grez blijft ook in bedrijf om de Sibelco-silicafabriek te bedienen.